# Кудашев, Хусаин Ильдерханович
Кудашев Хусаин Ильдерханович (10 мая 1913 года, д. Старый Буздяк, Башкортостан — 13 ноября 1986 года, г. Дамаск, Сирия) — актёр Башкирского академического театра драмы им. М. Гафури. Народный артист Башкирской АССР (1969). Народный артист РСФСР (1983).

## Биография
Кудашев Хусаин Ильдерханович родился 10 мая 1913 года в д. Старый Буздяк Белебеевского уезда Уфимской губернии.
Отец, Ильдерхан Кудашев, из древнего татарского княжеского рода Кудашевых, в 1907 году вернулся с военной службы, служил ямщиком на почте. Богатые родители матери Фатымы Мамлеевой не хотели отдавать дочь за бедняка. Ильдерхан похитил её и спрятал в Уфе. Через год у них родился сын Хусаин.
Рос Хусаин Кудашев в Уфе. Учился в фабрично-заводском училище на помощника машиниста. Трудиться начал слесарем в 1930 году на Уфимском паровозоремонтном заводе. С 1931 года играл в любительском Башкирском театре рабочей молодёжи и учился в актёрской студии при Башкирском государственном театре драмы.
В 1934 году работал помощником машиниста. В этом же году начал работать в профессиональной труппе Башкирского государственного театра драмы.
В 1938 году он женился на актрисе Фариде Камалетдиновой.
В 1941 году Хусаин Кудашев окончил башкирскую студию Московской консерватории им. П. И. Чайковского (класс вокала Е. А. Милькович) и до 1948 года работал в Башкирском театре оперы и балета, исполняя баритональные партии в классическом и башкирском репертуаре. Пел партии Эскамильо («Кармен» Ж. Бизе), Сулейман («Аршин мал алан» У. Гаджибекова), Вагап («Карлугас» Н. Чемберджи), Ахмет («Хакмар» М.Валеева) и др.
С 1948 года и до конца жизни работал в труппе Башкирского академического театра драмы им. М. Гафури, где он сыграл более 200 ролей.
Работал режиссёром, поставив около 30 радиоспектаклей. Снимался в фильмах: Парень из хора («Волга-Волга»: «Мосфильм», 1937), Кусмес-бий («Всадник на золотом коне»: «Мосфильм», 1979) и др.
Скончался 13 ноября 1986 года во время Международного Фестиваля национальных театров в г. Дамаске.
Похоронен в Уфе на Мусульманском кладбище.

## Роли в спектаклях
Дульчин в «Последней жертве» Александра Островского, Митрич — во «Власти тьмы» Льва Толстого, Тригорин — в «Чайке» Антона Чехова, Омер — в «Магомете» Вольтера, Кассио — в «Отелло» Шекспира, Дятлов — в «Третьей патетической» Николая Погодина, Халил — в «Галиябану» Мирхайдара Файзи, Закир — в «Черноликих» Мажита Гафури, Ягафар — в «Стране Айгуль», Зевс — в «Не бросай огонь, Прометей!» Мустая Карима, Вьюгин — в «Тринадцатом председателе» Азата Абдуллина, Крячко — в «Диком ангеле» Коломийца.

## Награды и звания
- Народный артист РСФСР (1983)
- Заслуженный артист РСФСР (1973)
- Народный артист Башкирской АССР (1969)
- Заслуженный артист Башкирской АССР (1954)
- Орден «Знак Почёта» (1955)

## Память
В Уфе по улице Октябрьской Революции д. № 9, где жил актёр, установлена мемориальная доска. Названа улица Х.Кудашева в деревне Старый Буздяк, и в школе поставлен памятник бюст.